# Ферментација (биохемија)
Ферментација или врење је анаеробни метаболизам у којем долази до деградације природних молекула као што су шећер глукозе. Ферментација не отпушта сву постојећу енергију молекула, већ отпушта довољно онолико колико је потребно да би процес гликолизе (процес у којем се стварају два молекула АТП на један шећер глукозе) започео. Ферментацијом се добија лактат, ацетисална киселина и етанол.
Термин ферментација се често користи и у својству описивања развоја великог скупа микроорганизама.
Ферментација се користи у производњи и чувању-конзервирању хране, дакле нашла је примену у прехрамбеној индустрији. Када кажемо Ферментација у најширем облику то подразумева ферментацију шећера у алкохол користећи квасац, али и други облици ферментације подразумевају на пример производњу јогурта. Наука која проучава процес ферментације се назива Зимологија. 
Воћа се природно ферментишу, тако да сам процес ферментације датира од пре настанка човека. Међутим, људи су увидели користи ферментације и почели да је користе у своје сврхе. Постоје значајни докази који показују да су људи ферментовали пића још у Вавилону око 5000. п. н. е., затим у Египту 3000. п. н. е., територији данашњег Мексика око 2000. п. н. е., и у Судану 1500. п. н. е. Постоје такође докази да су Кинези први развили ферментовано поврће. 
Ферментација је процес који је битан у анаеробним условима када оксидативна фосфорилација није могућа како би се очувала производња АТП молекула путем гликолизе. Током ферментације пируват је метаболизиран у различита једињења. Примери ферментованих продуката су етанол (алкохол који конзумирамо), лактичка (млечна) киселина и водоник. Ферментацијом се такође може произвести ацетон.
Иако финални корак ферментације не производи енергију, сам процес је критичан за анаеробне ћелије јер се процесом регенерише никотинамид−аденин−динуклеотид (NAD+), који је неопходан за гликолизу. Ово је веома битно за ћелијске функције, јер је гликолиза једини извор АТП молекула у анаеробним условима.
Продукти ферментације садрже хемијску енергију (значи нису потпуно оксидовани), али се сматрају бескорисним јер не могу сами бити метаболизирани без употребе кисеоника (или било ког другог примаоца електрона кји је високо оксидован). Продукција АТП молекула ферментацијом је мање ефикасна од рецимо оксидативне фосфорилације, где је пириват потпуно оксидован у угљен-диоксид. Ферментација производи два молекула АТП на један молекул шећера глукоза, наспрам рецимо 36 новонасталих молекула АТП−а аеробном респирацијом. Увек имати у виду да је АТП молекул који служи као извор енергије за све ћелијске процесе.

Ферментација је од огромног значаја код кичмењака. Користи се као веома ефикасан извор краткорочне енергије, током периода интензивног напора, када је транспорт кисеоника до мишића недовољан како би се одржао аеробни метаболизам. Ово се дешава при брзом а кратком трчању, где сагоревамо јако пуно енергије, а организам услед тако брзог трошења енергије нема времена да је замени новом, спорим процесом, већ користи ферментацију. На пример, код људи, ферментација лактичке (млечне) киселине производи енергију коју можемо да користимо у периоду између 30 секунди до 2 минута. У овом периоду брзина продукције АТП молекула је око 100 пута већа од оне у оксидативној фосфорилацији.

## Ферментовано пиће и храна у свету, по регионима
- Свуда у свету: алкохол, вино, сирће, јогурт, маслинке
- Азија 
  - Индија: ачар, гундрук, индијски кисели краставци
  - Југоисточна Азија: асинан, баи минг, далок, мианг, буринг манга,
  - Централна Азија: кумис, кефир, шубат (камилино млеко)
- Африка: семе хибискуса, љут паприкин сос, гари
- Северна и Јужна Америка: сир, кисели краставци, чоколада, ванила
- Блиски исток: кушук, мекхалел, торши, турсу
- Европа: сир, кисели купус, кефир, кисело млеко, кајмак, Балтичке херинге